# 亚该亚 (罗马行省)
亚该亚是罗马帝国的一个行省。由伯罗奔尼撒、希腊中东部以及色萨利部分区域组成，大致相当于当今希腊南部，首府科林斯。行省北部为伊庇鲁斯行省与马其顿行省。公元前146年，罗马将军卢基乌斯·穆米乌斯攻陷并摧毁了科林斯，他也因此获得“阿查庫斯（亚该亚征服者）”的称号。随后，此地划入了马其顿行省。
公元前27年，凯撒·奥古斯都设立亚该亚行省。这是一个元老院行省，既无军队与军团驻扎，又为元老中最负盛名且最受欢迎的省份之一。其中雅典是罗马精英的主要教育中心，仅亚历山大港可与之媲美，是帝国最重要的城市之一。直至古典时代晚期，亚该亚都是帝国最繁荣最平和的地域。
七世纪斯拉夫人入侵使得该地区遭到广泛破坏，人们大多逃往防衛较强的城市、爱琴海诸岛以及意大利，一些斯拉夫部落却在此定居下来。亚该亚行省一直存续到拜占庭时期，并在实施军区制后并入希腊军区。

## 亚该亚的罗马统治者列表
- 普布利乌斯·梅米乌斯·雷古卢斯（英语：Publius Memmius Regulus） 公元31至37年
- 卢基乌斯·朱尼厄斯·加里奥·安那埃努斯 公元54年以前
- 盖乌斯·卡尔普尔尼乌斯·庇索（英语：Gaius Calpurnius Piso） 公元1世纪早期
- 亚该特斯（Aegeates） 约公元70年代
- 提图斯·阿维狄乌斯·奎伊图斯（英语：Titus Avidius Quietus） 公元31年至92年[3]
- 阿维狄乌斯·尼格里努斯（Avidius Nigrinus） 约公元90年代
- 阿尔米纽斯·布洛奇乌斯（Armenius Brocchus） 约公元90年代
- L·穆那特斯·加卢斯（L. Munatius Gallus） 约公元90年代
- M·梅提乌斯·鲁弗斯（M. Mettius Rufus） 约公元90年代
- 卢基乌斯·赫伦尼乌斯·萨图尼努斯（英语：Lucius Herennius Saturninus） 公元98至99年
- 卢基乌斯·尤利乌斯·马里努斯·凯西里乌斯·辛普来（英语：Lucius Julius Marinus Caecilius Simplex） 公元99至100年
- C·卡利斯坦尼努斯·尤利安（C. Caristanius Julianus） 公元100至101年
- C·米尼西·丰达努斯（C.Minicius Fundanus） 公元107年以前
- 盖乌斯·阿维狄乌斯·尼格里努斯（英语：Gaius Avidius Nigrinus） 公元105至110年间
- T·卡尔斯提里乌斯·提洛·奥比乌斯·斯佩拉图斯（T. Calestrius Tiro Orbius Speratus） 公元111至112年
- 卡西乌斯·马克西姆斯（Cassius Maximus） 公元116至117年
- 卡西乌斯·朗基努斯（Cassius Longinus）
- 卡尔普尔尼乌斯·朗基努斯（Calpurnius Longus）
- C·瓦列里乌斯·塞维鲁（C. Valerius Severus） 公元117至118年
- 克劳狄·格兰尼安（Clodius Granianus） 公元118至119年
- 提图斯·波利芬尼乌斯·杰米纽斯（英语：Titus Prifernius Geminus） 公元122至123年
- L·安东尼厄斯·阿尔布斯（L. Antonius Albus） 公元127至128年
- C·尤利乌斯·塞维鲁（C. Julius Severus） 公元133至134年
- C·尤利乌斯·斯卡普拉（C. Julius Scapula） 公元135至136年
- 尤利乌斯·坎迪杜斯（Julius Candidus） 公元136至137年
- Q·李锡尼·莫德斯汀·塞克斯·阿提乌斯·拉贝奥（Q. Licinius Modestinus Sex. Attius Labeo ） 公元144至145年[4]
- 塞克斯·昆提卢斯·孔狄亚努斯（Sex. Quintilius Condianus） 公元170至175年间
- 塞克斯·昆提卢斯·瓦列利乌斯·马克西穆斯（Sex. Quintilius Valerius Maxmus） 公元170至175年间
- L·亚比努斯·萨图尼努斯 （L. Albinus Saturninus） 公元175至182年间
- 盖乌斯·撒布西乌斯·梅奥·凯西里安努斯（英语：Gaius Sabucius Maior Caecilianus） 公元184至185年间
- 盖乌斯·凯索尼乌斯·马可耳·路费尼安努斯（英语：Gaius Caesonius Macer Rufinianus） 约公元192年
- 普皮恩努斯·马克西姆斯 公元2世纪末期
- 盖乌斯·阿西尼乌斯·夸达图斯·柏罗提慕斯（英语：Gaius Asinius Quadratus Protimus） 公元220年以前，任资深执政官
- 瓦伦斯·帖撒罗尼库斯（英语：Valens Thessalonicus） 公元250年代
- 奥勒留·瓦列里乌斯·图里安努斯·西玛克（英语：Aurelius Valerius Tullianus Symmachus） 约公元319年，任资深执政官
- 斯特拉特基乌斯·穆索尼安努斯（英语：Strategius Musonianus） 公元353年，任资深执政官
- 弗拉维·埃莫赫内斯（英语：Flavius Hermogenes） 公元350年代，任资深执政官
- 维提乌斯·安格里·波拉特克塔图斯（英语：Vettius Agorius Praetextatus） 约公元364年，任资深执政官